# 背弩
背弩，又名紧背低头花装弩，简称花装弩，是机括类暗器的一种，使用时只需弯腰低头就可发射箭矢。

## 历史
背弩在宋朝时已经出现，并且是军队中使用的武器。清代以后，背弩也同许多武器一样流入民间，成为镖局使用的暗器之一。

## 构造及使用
背弩的构造与手弩基本相同，只是形制较小，并且多出三条绳索。其中两条分别系在背弩的左右两侧的弓臂上，结成圆圈。另外一条绳索则系在弩机之处。使用者将背弩平贴在背部，箭矢朝上，两侧的绳圈则跨过双肩绑定。另一条系在弩机处的绳索，另一端连接在腰腹间。用时贯矢于臂，扣弦于弩机之上，这样当使用者向前躬身弯腰的时候，系在腰腹之间的绳子必然因为腰背两部的震动而向下拉引，触动弩机。因此只要使用者这时弯腰低头，做鞠躬叩拜的样子，箭矢就会从后颈处飞出。由于背弩的造型，而有花装弩的别称。